# Smedstorp slot
Smedstorp (før 1658 dansk: Smedstrup slot) er et slot i Ingelstad herred, Skåne.
Smedstrup er blandt de ældre skånske godser og tilhørte 1313-1589 slægten Bing. Anders Kjeldsen Bing, den sidste af slægten, udvidede og moderniserede bygningerne med en slotsgård, der mod nord, vest og syd var begrænset af to-etagers bygninger og mod øst af et ældre firkantet stenhus og en mur mod en ydre park eller have. Den sydlige fløj var af bindingsværk og mursten, de ovrige af gråsten. En port i den sydlige længde førte ind i den lukkede slotsgård.

Lige syd for disse bygninger lå tre staldbygninger, som skabte endnu en halvlukket gård, hvis åbne side vendte mod slottet i nord. Senere er slottet blevet afskåret som særejendom og laden er nu kendt som Smedstorps Gård, hvis bygninger dog er af nyere dato.
I 1640 ejedes Smedstrup af Jochum Gersdorff. Da Skåne i 1658 blev overgivet til Sverige, byttede han sine skånske godser mod danske. De skånske godser blev overladt til den svenske krone som del af Bornholms vederlagsgods. Derefter, indtil 1713, blev Smedstorp holdt af svenske officerer.
Den vestlige fløj er den i dag bevarede hovedbygning. I 1712 blev bindingsværkslængen revet ned og formentlig også det østlige stenhus, i hvis sted der nu står en nyere bygning. I 1930 blev den nordlige fløj ødelagt ved brand.
Hans van Steenwinckel den ældre, i Danmark fra omkring 1578, stod for udsmykningen af hovedbygningen og sammen med sin søn Hans van Steenwinckel den yngre for Anders Bings gravmonument ved Smedstrups kirke lige sydøst for slottet og dets lade. Kong Jakob 6. af Skotlands æresvers til ham kan læses her.